# سولومون جونز
سولومون جونز هو قاضي كندي، ولد في 1756، وتوفي في 21 سبتمبر 1822.